# گیسکا کامپوس
گیسکا کامپوس (انگلیسی: Gaizka Campos؛ زادهٔ ۱۶ مهٔ ۱۹۹۷) بازیکن فوتبال اهل اسپانیا است.
از باشگاه‌هایی که در آن بازی کرده‌است می‌توان به باشگاه فوتبال نومانسیا اشاره کرد.